# Anapistula ybyquyra
Anapistula ybyquyra is een spinnensoort uit de familie Symphytognathidae. De soort komt voor in Brazilië.